# Sándor Radó
Sándor Radó (Budapeste, 5 de novembro de 1899 – Budapeste, 20 de agosto de 1981) foi um cartógrafo, antifascista e agente secreto húngaro, que dirigiu na Suíça uma rede anti-nazista durante a Segunda Guerra Mundial. Também conhecido como Alexander Radolphi, foi um revolucionário judeu comunista e o chefe da espionagem soviética na Suíça durante a Segunda Guerra Mundial. A sua célula é famosa por ter fornecido às autoridades soviéticas a data exata do início da Operação Barbarossa, informações que não foram utilizadas, e forneceram todos os planos de batalha dos nazis durante a sua contra-ofensiva sobre Kursk baseada na vã esperança de surpresa, permitindo que ao estado-maior general soviético  destruir as forças alemãs e acabar com qualquer esperança de vitória alemã na Rússia.

## Biografia
Radó nasceu numa família da pequena burguesia de religião judaica de Újpest, então um subúrbio industrial de Budapeste. Em 1917, logo depois de se formar no ensino secundário, Radó foi convocado para o serviço militar no Exército Austro-Húngaro e, depois de formação, em 1918, foi designado oficial de um regimento de artilharia. Durante o período estudou Direito na Universidade de Budapeste.
Quando a monarquia austro-húngara entrou em colapso, Radó juntou-se em dezembro de 1918 às fileiras do Partido Comunista Húngaro. Em março de 1919, o comunista Bela Kun tomou o poder. Foi cartógrafo do Estado Maior General das forças soviéticas e foi nomeado comissário político de artilharia. Tomou parte na luta contra as forças da Checoslováquia e na supressão de revoltas anti-comunistas em Budapeste.
Em 1 de setembro de 1919 o regime comunista húngaro entrou em colapso e Radó refugiou-se na Áustria. Aí retomou estudos como geógrafo e especialista em mapas na Universidade de Viena e escreveu vários artigos em alemão na revista Kommunismus, publicados por emigrantes comunistas húngaros.
Em julho de 1920 criou uma agência de notícias, a Rosta-Wien, responsável por disseminar propaganda soviética tanto na Áustria como a diversas organizações comunistas de diferentes países, em conjunto com as redes do Comintern. Em 1922 retomou os estudos, desta vez na Alemanha, pela primeira vez em Jena e em Leipzig. Em Jena conheceu a sua futura mulher Helen Jansen (Lena), conhecida por trazer cosida no seu vestido uma mensagem de Lenin para o Congresso sobre a criação do Partido Comunista Alemão, depois de ter atravessado a linha de frente. Em Leipzig, participou do levante comunista na Alemanha como oficial militar na região. O fracasso do movimento força-o a fugir para a União Soviética em 1924. Aí trabalhou para vários organismos soviéticos, incluindo o Instituto da Economia Mundial da Academia comunista.
De volta à Alemanha em 1926, criou a agência "Pressgeography", que cria mapas para clientes diversos. O seu mapa da União Soviética tornou-se uma referência e com este produto ganhou uma enorme reputação científica internacional. Leciona na Escola de Trabalhadores marxista (Masch: Marxistische Arbeiterschule) e ensina a história da classe operária e do imperialismo, economia e geografia. Com a chegada ao poder dos nazis em 1933, Radó foge com Lena da Áustria para a França. Aí criou a "Inpress", uma agência de notícias independente e anti-nazista. Arthur Koestler é um seu colega, que dele faz um retrato lisonjeiro.
Em outubro de 1935, durante uma visita a Moscovo, a pretexto da criação de um Atlas Soviético, é abordado pelo chefe dos serviços de espionagem do Exército Vermelho, Semion Uritsky e seu vice, Artur Artzurov. Alistou-se como espião com a principal tarefa de informar a URSS sobre as forças do Eixo.
Trabalha em 1937 e 1938 para reunir informações sobre as forças italianas e alemãs ao serviço de Francisco Franco em Espanha. Em 1939, incapaz de se estabelecer na Bélgica, onde o seu passado comunista é conhecido, obteve uma autorização de residência na Suíça, assistida pelo chefe do serviço geográfico da Liga das Nações. Muda-se para Genebra e, novamente, cria uma agência de notícias especializada em cartografia, a "Geopress".
Estabelece uma recolha de informação de células importantes sobre as intenções militares dos alemães. Tem de março de 1941 vários transmissores de rádio para receber ordens de Moscovo e enviou muitos relatórios para lá, até a rede ter sido desmantelada em setembro de 1943. Algumas informações eram de interesse fundamental: a rede fornece a data exata do início da invasão da Ucrânia, o início da Operação Barbarossa, mas Estaline não acreditava, embora o espião Richard Sorge desse a mesma informação. Outras informações como plano de batalha secreta de Hitler para Kursk ter um efeito direto sobre o destino da batalha, as forças pró-soviéticos que sabia tudo do ataque "surpresa" planeado pelos alemães. O desmantelamento do "Red Orchestra" Leopold Trepper final de 1942, fornece crítico para a rede de espionagem suíça de Sandór Radó.
Enquanto os principais membros da rede foram presos no final de 1943 e início de 1944, Radó conseguiu esconder-se e escapar à justiça. Em 16 de setembro de 1944, passa a fronteira francesa com a ajuda do matagal na Alta Saboia e chega pouco depois a Paris. Contactou um espião militar soviético que organiza a sua repatriação com Léopold Trepper para Moscovo.
Tomam o avião que trouxe Maurice Thorez, em Paris. Na escala no Cairo, de repente passa a temer ser morto à chegada a Moscovo, como muitos dos seus companheiros. Escapa do seu grupo e tenta registar-se como refugiado político na legação britânica, que o recusa. Tenta o suicídio, mas falha, e é repatriado manu-militari em Moscovo, em agosto de 1945. É efetivamente condenado sem julgamento em dezembro de 1946 a 10 anos de prisão por espionagem.
Finalmente libertado em 1954, após a morte de Estaline, voltou para a Hungria. Reabilitado, torna-se em 1956 chefe do Serviço de Cartografia da Hungria em 1958 e detém a cátedra de Cartografia da Universidade Karl Marx, em Budapeste.
Radó publicou suas memórias em 1971, mas a primeira edição sem censura só aparecerá em 2006. Morreu em 20 de agosto de 1981 em Budapeste.